# Taxi 2
Taxi 2 – francuska komedia filmowa z 2000 roku w reżyserii Gérarda Krawczyka. We Francji film w kinach obejrzało 10 349 454 widzów, dzięki czemu obraz jest dziewiątym filmem francuskim w historii pod względem liczby widzów.

## Fabuła
Przed szefem marsylskiej policji, komisarzem Gilbertem, stoi bardzo ważna misja. Do Marsylii na konferencję poświęconą walce z mafią przyjeżdża japoński minister obrony narodowej. Z konferencją ma być połączony pokaz najnowszego samochodu do ochrony VIP-ów z udziałem samego ministra.
Po długich namowach Émiliena, w pokazie zgadza się wystąpić taksówkarz Daniel. Aby w pełni zademonstrować możliwości pojazdu, pokaz ma mieć formę pozorowanego zamachu. Z okazji korzysta Yakuza, która udawany zamach zamienia w autentyczne porwanie japońskiego ministra. Wraz z nim uprowadzona zostaje sympatia Émiliena Coutant-Kerbaleca, policjantka Petra. Daniel chce pomóc przyjacielowi w odbiciu ukochanej, tym samym wchodzi w drogę niebezpiecznej mafii.

## Obsada
- Samy Naceri – Daniel Morales
- Marion Cotillard – Lilly Bertineau
- Jean-Christophe Bouvet – generał Bertineau
- Frédéric Diefenthal – Émilien Coutant-Kerbalec
- Emma Sjöberg – Petra
- Bernard Farcy – komisarz Gibert
- Hirata Haruhiko – japoński minister
- Hiro Uchiyama – mistrz hipnozy #1
- Onochi Seietsu – mistrz hipnozy #2